# Weiherkette nördlich Weinzierlein
Weiherkette nördlich Weinzierlein este o arie protejată (arie specială de conservare — SAC, sit de importanță comunitară — SCI) din Germania întinsă pe o suprafață de 5,04 ha, integral pe uscat.

## Localizare
Centrul sitului Weiherkette nördlich Weinzierlein este situat la coordonatele 49°26′02″N 10°53′08″E / 49.4339°N 10.8856°E.

## Înființare
Situl Weiherkette nördlich Weinzierlein a fost declarat sit de importanță comunitară în noiembrie 2004 pentru a proteja 1 specie de animale. Situl a fost protejat și ca arie specială de conservare în aprilie 2016.

## Biodiversitate
Situată în ecoregiunea continentală, aria protejată nu include niciun habitat protejat.
La baza desemnării sitului se află o specie protejată de  amfibieni: triton cu creastă (Triturus cristatus).